# Magyarországi protestánsüldözések
A 16. század derekára a Magyar Királyságban is elterjedt a reformáció. Az ország népessége nyelvi és etnikai különbség nélkül csatlakozott a  Luther Márton tanításain alapuló lutheránus (evangélikus) egyházhoz, majd (elsősorban a magyarság körében) a kálvinista (református) irányzat terjedt el. Erdélyben a kálvinizmus a 17. századra államvallássá lett. Ugyanakkor az Erdélyi Fejedelemségben négy felekezet vált hivatalosan elfogadottá: a kálvinista, a lutheránus, a katolikus és az unitárius felekezet.
A Magyar Királyságban (a korábbi szakirodalomban: királyi Magyarországban) ezzel szemben a katolicizmus maradt az államvallás, ami magában hordozta a későbbi katolikus–protestáns konfliktus lehetőségét.

## 16. század
A reformáció terjedésével szemben a katolikus egyház vezetői kezdettől megtették a maguk lépéseit. Szalkai László püspök már 1521-ben kihirdettette a Lutherre mondott pápai átkot a nagyobb templomok szószékein, és a wittenbergi „keresztyéntelen s veszedelmes” újítások ellen prédikációkat tartott. Tanácsára két budai tanárt hivatalukból elmozdították (1523), ezzel egy időben a nagyszebeni Ambrus és György atyákat maga elé idéztette. Rávette II. Lajos királyt, hogy az új tanok követőit kemény büntetésekkel sújtsa, és hogy a magyar nemesség vezető tagjaihoz, egyes vármegyékhez és városi tanácsosokhoz küldjön dörgedelmes hangvételű, a reformációt betiltó parancsokat.
Szalkai (felhasználva püspöktársai és a pápai követ támogatását) azt is elérte, hogy az 1523-as budai és az 1525. évi rákosmezei országgyűlések szigorú törvényeket hozzanak a reformáció hívei ellen. Határozott született, hogy a „a lutheránusok és pártfogóik, mint nyilvános eretnekek, s a boldogságos Szűz ellenségei, fejvesztéssel és jószágkobzással büntettessenek”, továbbá hogy „minden lutheránus az országból kiirtassék, és bárhol találtatnak, nemcsak az egyházi, de a világi személyek által is bátran elfogattassanak és megégettessenek” (a rákosi országgyűlés IV. törvénycikke). Ezenkívül egyes városokba, például Nagyszebenbe és Sopronba, királyi biztosokat küldtek ki a reformáció terjedésének lassítására, akiknek fontos feladata volt az egyes polgároknál fellelt lutheri könyvek és iratok nyilvános elégetése a piactereken.[forrás?]
A királyi Magyarország több rendi országgyűlése is foglalkozott az új felekezetek megjelenésével. Az 1542-es, 1544-es, 1548-as országgyűlések kifejezetten tiltották az eretnekségként definiált protestáns tanok terjesztését. A protestáns prédikátorokkal szembeni ekkor többnyire szórványosan léptek fel a hatóságok: 1551-ben például Szegedi Kis István református teológust a Temesváron tartózkodó spanyol katonák fogságba vetették, majd kiutasították a városból.[forrás?]
Magyarország Habsburg-házból való királyai a 16. században nem léptek fel egyértelműen a protestantizmussal szemben. A katolikus kortársak közül ekkor még többen úgy vélekedtek, hogy a saját koruk egyházszakadását az egyetemes zsinat helyre fogja állítani. Másrészt a Német-római Császárság birodalmi gyűlése, benne a protestáns fejedelmekkel és birodalmi rendekkel 1608-ig évi segéllyel, időnként csapatokkal (1532, 1542, 1566) támogatta a török elleni háborúkat, márpedig a Habsburgok osztrák ága nem akarta elveszíteni ezt a fontos támogatást. Nem utolsósorban Miksa német-római császár és magyar király, a „lutheránus Habsburg” maga is vonzódott a protestáns tanokhoz.

## Rudolf fellépése
A 17. század kezdetén, Európa több országához hasonlóan, a Habsburgok által kormányzott királyi Magyarországon is egyre erélyesebben léptek fel a protestantizmus ellen. Kutassy János esztergomi érsek több evangélikus lelkészt elűzött a bányavárosokból, és a protestánsoknak megtiltotta a keresztelést és a halottaik tisztességes eltemetését. Az evangélikus lelkészek jelentős részét elűzték Sopronból. Erdélyben Báthory Zsigmond fejedelem visszavonulása után lépett fel a protestánsokkal szemben az Erdélybe küldött Giorgio Basta.
Mivel a 16. század végére Magyarország lakosságának nagyobb része a protestáns hit mellett döntött, a katolikus klérus – hatalmi eszközöket is igénybe véve – ellenakciót indított. Magyarországon először Habsburg Rudolf uralkodása alatt került sor a protestánsok elleni adminisztratív fellépésre. A tizenöt éves háború során Rudolf főkegyúri jogával élve több esetben katolikusoknak adta a protestánsok templomait. Kassán Barbiano di Belgioioso gróf ágyúkat hozatott a főtérre, a városi tanácsot arra kényszerítve, hogy az evangélikusok kezén lévő Szent Erzsébet székesegyházat az egri püspöknek adja (aki Eger 1596-os török kézre kerülése miatt elveszítette a székhelyét). Rudolf intézkedéseinek jogalapja az volt, hogy a szabad királyi városok a magyar király tulajdonának számítottak.
1604 tavaszán Rudolf a pozsonyi országgyűlés végzéseihez utólagosan egy XXII. (hamis) cikkelyt is hozzáíratott, amely szerint vallásügyi kérdésekben a Szent István óta hozott törvények érvényesek. Azt is megtiltották, hogy az országgyűléseken vallási kérdéseket tárgyaljanak.
Ezek a körülmények, valamint az ország rendi alkotmányának egyéb megsértései idézték elő a Bocskai-felkelést, amely a bécsi békéhez és az 1608. évi országgyűlés vallásügyi törvénycikkéhez vezetett. Ez szabad vallásgyakorlást biztosított a protestánsok részére a Magyar Királyság területén.
Rudolf utóda, Mátyás el akarta kerülni az újabb vallásháborút. Azonban a Pázmány Péter közreműködése révén rekatolizált földesurak jobbágyaik áttérítésébe fogtak, emellett a birtokaikon található protestáns templomokat bezáratták vagy a katolikusoknak adták. Ennek a helyzetnek a Bethlen Gábor magyarországi hadjárata és a nikolsburgi béke (1621) vetett véget, amely újra biztosította a protestánsoknak templomaik használatát. Az I. Rákóczi György hadjáratát lezáró linzi béke (1645) pedig a templomtornyok, harangok és temetők szabad használatát is szavatolta.

## Lipót kora
I. Lipót király idején újból fellángolt a katolikusok és protestánsok közötti ellentét. Az abszolutista államrendszerben ugyanis a birodalom politikai-hatalmi egységének biztosítását a vallási egység megteremtésétől remélték. (Hasonló nézetek vezették XIV. Lajost is a fontainebleau-i ediktum kiadására.) Másrészt Lipót őszintén hitt abban, hogy Magyarország Mária királysága (Regnum Marianum), katolikus uralkodóként nem is tehetett kevesebbet, mint hogy megszilárdítsa az egyház magyarországi pozícióit. Emellett a magyar főpapság, elsősorban Szelepcsényi György esztergomi érsek és Pálffy Tamás nyitrai püspök szintén a protestantizmus visszaszorítását vették tervbe. A Lipót korabeli valláspolitika egyes aspektusaival kapcsolatban mai sincs egyetértés.
A magyarországi protestantizmus elleni fellépés 1671-ben kezdődött, ekkor Soprontól Kassáig több szabad királyi városban a katolikusoknak adták a protestánsok templomait. Templomaikat, iskoláikat és birtokaikat lefoglalták: ekkor zárták be ideiglenesen az eperjesi evangélikus főiskolát. A felső-magyarországi vármegyék területén felkelés kezdődött.
Szelepcsényi György érsek 1673. augusztus 23-án körlevelet intézett a magyarországi protestáns papokhoz és tanítókhoz. Azon vád alapján, hogy részt vettek a Wesselényi-összeesküvésben és a közelmúltban kitört felkelésben, a pozsonyi királyi helytartósági törvényszék elé idézte őket. A megjelent 33 lelkészt halálra ítélték, melyet a király kegyelme arra változtatott, hogy vagy örökre távoznak az országból, vagy ittmaradásuk fejében lemondanak a papi, tanítói hivatásról és támogatni fogják a kormányzatot a lázadókkal szemben. A bányavárosoknak, melyek követség útján kérték a királytól a lelkészválasztásra való engedélyt, Szelepcsényi azt felelte, hogy kérelmük felett az 1674. május 5-én tartandó pozsonyi törvényszék fog dönteni. Az érsek ismételt felszólítására háromszázan jelentek meg a törvényszék előtt, közülük 236 aláírta az előbb említett kötelezvényt, a többieket börtönbe vetették vagy gályarabságba küldték Triesztbe és Nápolyba.[forrás?]
Az 1681-es soproni országgyűlés jelentős változást hozott, korlátozott mértékben (megyénként két artikuláris helyen) engedélyezte a protestáns vallásgyakorlást.
A soproni országgyűlés XXV. törvénycikke kimondta, hogy a protestánsok szabadon gyakorolhatják vallásukat az országban, de a földesurak jogainak épségben tartása mellett (salvo tamen iure dominorum terrestrium), ugyanakkor a törvény nem tartalmazta a földesúri jog meghatározását, így ezt követően több mint félszázadon keresztül egyes hithű katolikus földbirtokosok erre a cikkelyre hivatkozva olyan cselekményeket követtek el, melyeket a protestánsok erőszakoskodásnak tekintettek.[forrás?]

## 18. század
A 18. században adminisztratív szintű protestánsüldözésre nincs példa, ugyanakkor III. Károly király és Mária Terézia az összbirodalom katolikus jellegét kívánta erősíteni. A protestáns arisztokraták, nemesek és tisztviselők ekkortájt önkéntesen katolizáltak. A dunai Habsburg Birodalom katolikus jellege tovább erősödött a túlnyomórészt protestánsok által lakott Szilézia elveszítésével.
Az időszakban a Dunántúl nagyrészt katolikus tömbbé vált, míg a kálvinista vallásgyakorlat a keleti országrészekben maradt fenn. A Pápai Református Kollégium például 1752-ben szorult ki Pápáról, a következő harminc évben a közeli Adásztevelen folytatta működését, szerényebb anyagi lehetőségek mellett.
Az 1731-ben kiadott, első Carolina resolutio a protestáns lelkészeket a katolikus püspökök felügyelete alá helyezte, továbbá arról rendelkezett, hogy vegyes házasságokat kizárólag katolikus pap előtt lehet kötni. A katolikus ünnepeket külsőleg mindenkinek meg kellett tartania. A császári és királyi tisztviselőknek olyan esküt kellett letenniük, mely tartalmazta Szűz Mária és a szentek nevét (dekretális eskü).[forrás?]
Csak II. József türelmi rendelete (1781), majd az 1790–91-es országgyűlés XXVI. törvénycikke biztosította végleg a bécsi béke során megszerzett jogok nagy részét. A protestáns és görögkeleti egyházak szabad működését törvénybe iktatták, bár a katolikus egyház 1848-ig továbbra is egyedüli államegyház maradt.